# 반포섬
| Daedongyeojido (Gyujanggak) 01-08.jpg |  |
|                                       |  |

반포섬(盤浦─)은 과거 동작나루 부근에 위치하던 섬으로, 고지도에서는 기도(碁島)라고도 기록하였다. 조선 시대에는 바둑돌을 채취하던 곳으로 추정된다. 1960년대까지만 해도 모래로 된 섬이 남아 있었으나, 한강 개발과 함께 사라지게 되었다. 지금은 비슷한 위치에 서래섬이라는 인공 섬이 조성되어 있다.